# Huỳnh Phú Sổ
Religion : Huynh Công et Lê Thi Nh6âm Politique : Trân Van Soai
Huỳnh Phú Sổ (1920-1947) est le fondateur du Phât Giao Hòa Hảo, religion bouddhiste vietnamienne.
Il naît dans le petit village de Hòa Hảo, dans les environs de Châu Dôc dans la Province d'An Giang située alors en Cochinchine française. Envoyé adolescent étudier dans une pagode du Mont Sam, il y connaît transe et choc mystique puis déclare avoir vécu une illumination. Se proclamant continuateur du Bouddha, il commence à prêcher dans la région. Malgré des détracteurs qui le surnomment « le bonze fou », il rencontre un succès rapide. Thaumaturge, il va de village en village, prône le renoncement aux choses matérielles au profit du spirituel, critique les bonzes traditionnels pour leur corruption et leur train de vie, prophétise la venue de temps difficiles pour tous que seule la foi pourra épargner. Appelant à la simplicité et à la pauvreté, il critique aussi la richesse ostentatoire des pagodes et les images représentant le bouddha.
En 1939, il écrit quatre courts volumes connus sous le nom « d'oracles » dans un style poétique simple et accessible déroulant la base de sa doctrine.
L'administration coloniale se méfie de lui : elle craint une éventuelle agitation sociale menée par un fou ou un imposteur. Les Japonais au contraire, lors de leur occupation de l'Indochine, le soutiennent. Huỳnh Phú Sổ critique aussi le colonialisme et participe à la montée du nationalisme vietnamien. Profitant de l'effondrement français et du départ japonais, le Hòa Hảo contrôle des zones entières. Pour des raisons politiques et philosophiques évidentes, il s'oppose au Việt Minh communiste. Après de violents affrontements armés, les communistes l'arrêtent et l'exécutent le 17 mars 1947. 
Après sa mort, ses parents les vénérables Huynh Công et Lê Thi Nhâm reprennent la direction spirituelle du mouvement tandis que la partie politique et militaire revient à Trân Van Soai, le « général Nam Lua » qui se rallie aux Français en échange du grade de général de brigade et d'une reconnaisse officielle du mouvement. Sa religion survit à sa mort et compterait aujourd'hui plusieurs millions d'adeptes.